# 羅密歐 (密歇根州)
羅密歐（英語：Romeo）是位於美國密歇根州馬科姆縣布魯斯鎮區及華盛頓鎮區的一個村。

## 人口
根據2020年美國人口普查的數據，羅密歐的面積為5.32平方千米，當中陸地面積為5.31平方千米，而水域面積為0.01平方千米。當地共有人口3767人，而人口密度為每平方千米708人。